# Reinhard Schwarzenberger
Reinhard Schwarzenberger (Saalfelden, 7 de enero de 1977) es un deportista austríaco que compitió en salto en esquí.
Participó en los Juegos Olímpicos de Nagano 1998, obteniendo una medalla de bronce en la prueba por equipo (junto con Martin Höllwarth, Stefan Horngacher y Andreas Widhölzl). Ganó una medalla de bronce en el Campeonato Mundial de Esquí Nórdico de 1999, en la misma prueba.

## Palmarés internacional
| Juegos Olímpicos   | Juegos Olímpicos | Juegos Olímpicos  | Juegos Olímpicos |
| Año                | Lugar            | Medalla           | Prueba           |
| ------------------ | ---------------- | ----------------- | ---------------- |
| 1998               | Nagano (Japón)   | Medalla de bronce | TG por equipo    |
| Campeonato Mundial |                  |                   |                  |
| Año                | Lugar            | Medalla           | Prueba           |
| 1999               | Ramsau (Austria) | Medalla de bronce | TG por equipo    |